# Pierce Peak (Antarktika)
Der Pierce Peak ist ein 1790 m hoher Berg im westantarktischen Queen Elizabeth Land. In der Patuxent Range der Pensacola Mountains ragt er 3 km südlich der Sullivan Peaks am nordöstlichen Rand des Mackin Table auf.
Der United States Geological Survey kartierte ihn anhand eigener Vermessungen und Luftaufnahmen der United States Navy aus den Jahren von 1956 bis 1966. Das Advisory Committee on Antarctic Names benannte ihn 1968 nach dem US-amerikanischen Psychiater Chester Pierce (1927–2016), der von 1966 bis 1967 gemeinsam mit dem US-amerikanischen Schlafmediziner Jay Talmadge Shurley (1917–2004) die Psychophysiologie in Schlaf- und Wachzustand  von Wissenschaftlern vor, während und nach ihrem Aufenthalt auf der Amundsen-Scott-Südpolstation untersucht hatte.